# نايل كوركوران
نايل كوركوران (بالإنجليزية: Niall Corcoran)‏ هو لاعب قذف أيرلندي، ولد في 9 يوليو 1982 في بالينسلو ‏ في جمهورية أيرلندا.